# Orvault
Orvault (wymowaⓘ, bret. Orvez) – miejscowość i gmina we Francji, w regionie Kraj Loary, w departamencie Loara Atlantycka.
Według danych na rok 2010 gminę zamieszkiwały 24 504 osoby, a gęstość zaludnienia wynosiła 885 osób/km².